# 122 (فلم)
122 هو فيلم رعب نفسي مصري من إنتاج سنة 2019. الفيلم من إخراج ياسر الياسري وتأليف صلاح الجهيني، وإنتاج سيف عريبي، ومن بطولة أحمد داود وطارق لطفي وأمينة خليل وأحمد الفيشاوي ومحمد ممدوح. الفيلم هو أول فيلم عربي يصور بتقنية 4DX.

## ملخص القصة
من خلال إطار تشويقي مثير عن قصة حب بين شاب من الطبقة الشعبية وفتاة من الصم والبكم، تقودهما ظروف الحياة إلي الدخول في عالم من العمليات المشبوهة، ولكنهما يصابان بحادث أليم ويتم نقلهما إلي المستشفي، ليبدآ في مواجهة أسوأ كابوس في حياتهما، ويقضيان أوقات مفزعة بين جنبات هذا المستشفى.

## عرض الفيلم
كان من المقرر عرض الفيلم في موسم عيد الأضحى 2018، لكن قررت الشركة المنتجة تأجيله بسبب تكدس الموسم بعدد كبير من الأفلام، وقررت عرضه في موسم أجازة منتصف العام 2019.
ويعد هذا الفيلم أول فيلم عربي تتم ترجمته إلى اللغة الهندية السنسكريتية والذي يعد تقدمًا ملحوظًا للسينما العربية.

## طاقم التمثيل
- طارق لطفي: نبيل
- أحمد داود: نصر[4]
- أمينة خليل: أمنية
- أحمد الفيشاوي: أمجد
- محمد ممدوح: عماد
- محمود حجازي: محمد
- جيهان خليل: سمر
- صبري عبد المنعم: سميح
- أسماء جلال: رجاء
- محمد لطفي: ضابط شرطة - ضيف شرف
- تارا عماد: أخت أمنية - ضيفة شرف
- بالاشتراك مع: محمود بشير: الغفير - هاني سراج: مدير محل الكوافير - يسرا كرم: زبونة الكوافير - نهلة مرسي: زوجة سميح - محمد طه: العسكري - كريم محمد: الجثة

## روابط خارجية
- مقالات تستعمل روابط فنية بلا صلة مع ويكي بيانات